# Мацкявичюс, Альгимантас Антанович
Альгимантас Антанович (Антано) Мацкявичюс (1958) — советский футболист, полузащитник.
Бо́льшую часть карьеры провёл за вильнюсский «Жальгирис» — в 1976—1988 годах во второй (1976—1977), первой (1978—1982) и высшей (1983—1987) лигах СССР провёл 322 матча, забил 41 гол. В высшей лиге — 121 матч, 8 голов.
В 1988 году играл во второй лиге за «Атлантас» Клайпеда, в сезоне 1989/90 провёл пять матчей за польский клуб «Ягеллония МКСБ» Белосток.